# Jacob Hornemann Bredsdorff
Jacob Hornemann Bredsdorff (født 8. marts 1790, død 16. juni 1841) var en dansk naturhistoriker, sprogkyndig og polyhistor.

## Uddannelse
Jacob Hornemann Bredsdorff var ældste søn af præsten Morten Thomsen Bredsdorff i Vester Skerninge og Ellen Cathrine, født Hornemann, en søster til botanikeren Jens Wilken Hornemann. Han dimitteredes 1809 fra Nykøbing Katedralskole til Københavns Universitet, og den tidlig udviklede yngling besad en næsten farlig lærenemhed i alle retninger. Således erhvervede han sig til eksamen artium "udmærket" i alle fag, hvorfor universitetet tilkendte ham sin sølvmedalje. Med udmærkelse tog han også anden eksamen (1810) og teologisk embedseksamen (1814), men kort efter finder vi ham beskæftiget med de naturhistoriske fag. 1817 vandt han således universitetets guldmedalje for en undersøgelse over, hvad Jorden selv lærte om sin tilblivelses- og udviklingshistorie, og om dennes forhold til de gamle kulturfolks mytologi; samme år forsvarede han for doktorgraden en afhandling om reglerne for systematisk ordning af naturgenstande. I egenskab af naturforsker drog han derpå med understøttelse af universitetet, Fonden ad usus publicos og gehejmeråd Johan Bülow på en 2-årig rejse (1817-19), som det synes, især for at uddanne sig i geognostisk retning; han besøgte på denne Tyskland, Frankrig og Norditalien.
Efter sin hjemkomst ansattes Jacob Hornemann Bredsdorff ved Roskilde Katedralskole og virkede her i 2 år (1819-21), men modtog derpå 1822 en plads som assistent ved mineralogisk afdeling af det Kongelige Naturalmuseum. Han synes dog at have tænkt på igen at gå skolevejen, i det han samme år fik kongelig bevilling til at kunne søge overordnede skoleembeder, men 1823 udnævntes han til lektor i mineralogi ved universitetet og holdt i de følgende år forelæsninger (1824-26). I dette tidsrum foretog han for Landhusholdningsselskabet undersøgelse af Daugbjerg og Mønsted Kalkgruber og berejste Århus Amt for at indsamle til og forfatte selskabets beskrivelse af dette amt (den udkom 1827).
Udgiverne af Tidsskrift for Naturvidenskaberne, Hans Christian Ørsted, Hornemann og Johannes Christopher Hagemann Reinhardt, knyttede ham fra begyndelsen af som medudgiver til deres tidsskrift, til hvilket han gav mange, i flere retninger gående meddelelser, især referater af udenlandske lærdes undersøgelser eller oversættelser af deres arbejder, oftere ledsagede med tillæg og bemærkninger, der ikke var uden værdi. Ligeledes var han sekretær i Selskabet for Naturvidenskabernes Udbredelse og medstifter af "Athenæum" (Bredsdorff gav selskabet navn). På kongelig bekostning deltog han i forening med Ørsted, Hornemann og Johan Georg Forchhammer i Naturforsker- og Læge-Forsamlingen i Berlin 1828.

## Sorø Akademi
I 1828 ansattes Bredsdorff som lektor i mineralogi og botanik ved Sorø Akademi. Hermed var samtidig forbunden forpligtelse til at undervise i skolens øverste klasser, og denne sidste virksomhed lå efter alles vidnesbyrd ikke for Bredsdorff, der uagtet sin store viden, sin flid og venlige personlighed dog ikke forstod at vække interesse for sin undervisning eller at sætte sig i respekt hos eleverne. Heller ikke hans noget tørre forelæsninger for akademisterne var heldige nok til at skaffe ham ret tilfredsstillelse.
Derimod gjorde hans hæderlige og retskafne karakter ham yndet af medlærerne; han havde også da beredt sig et stille, nøjsomt og kærligt hjem, idet han 1829 ægtede Petrine Jacobine Møller, en datter af stiftsprovst, senere biskop, Rasmus Møller og en kødelig søster til digteren, professor Poul Martin Møller; hun var en fra hovedets og hjertets side lige rigt begavet kvinde og almindelig afholdt.
Han blev i 1839 medlem af Det kongelige danske Selskab for Fædrelandets Historie.

## Skriftlig virksomhed

### Mineralogi og geognostik
Bredsdorff var mangesidig; "den sidste Polyhistor" har man kaldt ham. Vi skulle for overblikkets skyld dele hans skrifter i 5 hovedgrupper. En mineralogisk-geognostisk retning er repræsenteret ved Bredsdorffs Geognostisk-mineralogiske Iagttagelser paa en Rejse i Nørrejylland (1824) og ved skrifterne: Begyndelsesgrunde af Geognosien (1827), De notione speciei in regno naturali (1827), De mappis geognosticis (1828) og artiklerne om Isomorfi og Dimorfismerne i Mineralriget (1832). Hverken
hos de studerende eller videnskabsmændene vandt disse skrifter nogen rigtig anerkendelse og indgang, i det de ikke syntes dem tilstrækkelig at vidne om et selvstændigt, varmt studium, ej heller om nogen dybere indtrængen i emnet.

### Botanik
Lige så lidt held havde Bredsdorff med de følgende, botaniske arbejder, navnlig: Haandbog ved botaniske Exkursioner i Egnen om Sorø, I og II (1834-35), Elenchus familiarum regni vegetabilis (1841), og da han tog til genmæle mod en kritik af Haandbogen i en ikke heldig antikritik, medførte det kun en udførligere, endnu strengere udtalelse om hans bog. Det blev ved disse botaniske arbejder endnu klarere for naturforskerne end ved de geognostiske, at Bredsdorff ingen egentlig gave havde til at studere i selve naturen eller greb på i denne at samle godt og brugbart materiale til studier. Den ikke ret gunstige modtagelse af Bredsdorffs arbejder i egentlig naturhistorisk retning gik ham vistnok stærkt til hjerte og opvejedes knap ved den gunstigere modtagelse, som hans studier i andre retninger vandt.

### Geografi
Herhen hører den 3. gruppe, hans geografiske skrifter, således det i forening med Oluf Nicolai Olsen til det geografiske selskab i Paris indgivne og med dets guldmedalje belønnede orografiske kort over Europa med dertil hørende oplysninger (1828 og 1833); fremdeles hans oversættelse af Pomponius Melas jordbeskrivelse (1822), hans bidrag til forklaring af Ptolemæus' efterretninger om de nordiske lande og hans forsøg på at tyde brødrene Zenos rejser i Norden (udkom i 3. bind af Grønlands Mindesmærker efter forfatterens død, 1845). Nær ved disse arbejder står hans dygtige historiske undersøgelser om Sigurd Orm-i-Øjes, Regnar Lodbrogs søns, evetid, om Bråvalla-slaget og andet.

### Sproghistorie
Virkelig genialitet findes dog først i den 5. gruppe af skrifter, hans sproglige og sproghistoriske undersøgelser, som han tidlig havde begyndt og stadig fortsatte. Om den har der kun lydt anerkendende ord, og de har i tidens Løb endog vundet i anseelse. Herhen hører Om Aarsagerne til Sprogenes Forandringer (1821), hvilket skrift professor Vilhelm Thomsen 1886 udgav på ny i anerkendelse af, hvorledes Bredsdorff i virkeligheden havde allerede to menneskealdre før ham "med stor Klarhed om end i al Korthed" fremdraget de synspunkter til forståelse af et sprogs forandring, som den senere sprogforskning efterhånden havde indset og udførligere drøftet.
Mens denne afhandling dengang ingen opsigt vakte, førte derimod hans samtidige undersøgelser om runerne granskningen ind på nye baner. Dette kan således allerede siges om skriftet Om Runeskriftens Oprindelse (1822), men endnu mere om afhandlingen Om de saakaldte tyske Runer (1828), hvori han var den første, der tog ordet for, at den kortere runerække måtte være den yngre; dog blev især hans afhandling om Guldhornsrunerne (i Mémoires de la Société des Antiquaires du Nord 1836-39) epokegørende. "Bredsdorff tilkommer ene og alene den Fortjeneste at have, man kan sige uden Forgænger, paa en og samme Gang baade læst og forklaret Guldhornsindskriften saaledes, at der siden intet væsentligt med skjellig Grund har kunnet lægges til eller tages fra. Hvad Bredsdorff kort og bestemt som ved et lykkeligt Huskud fremsatte, det blev ej blot fulgt af Peter Andreas Munch, men ganske gengivet af ham, både hvad den egentlige Læsning og Forklaringen angaar, i en vidtløftig Fremstilling" (Peder Goth Thorsen]). I det hele hersker der hos runologer (P.A. Munch, George Stephens, Ludvig Franz Adalbert Wimmer) kun én mening om betydningen af hans runegranskning.
Af andre sproglige arbejder kunne fremhæves hans af selvstændige bemærkninger ledsagede oversættelse af Ernst Chladnis ahandling: Om Maaden, hvorpaa de enkelte Lyd i Talen frembringes (1828), Om Sproget paa de danske Øer i Begyndelsen af det 12. Aarhundrede (1831), Om Forholdet mellem de forskjellige Grene af den germaniske Sprogstamme
(1833). Hans forskellige sproglige arbejder var i slutningen af 1800-tallet påtænkt at blive udgivet i samlet skikkelse, ledsagede af oplysning om hans sproglige studiers
fulde betydning, men projektet blev aldrig gennemført.

### Karakteristik af forfatterskabet
Rækken af Bredsdorffs arbejder, hvoraf mange kun udgøre få sider eller blade, er ikke dermed udtømt; han havde en egen trang til at udtale sig næsten om alt; han har for eksempel også til de forskelligste tidsskrifter givet indlæg i filosofiske og statsøkonomiske spørgsmål, hvilke der dog her ikke er grund til at berøre. En forbindende tråd mellem de mange sider, til hvilke denne lærde vendte sig, søger man forgæves, ligesom i de ældre tiders polyhistori; og hans talent har i virkeligheden kun strakt sig til ét område, det sproglige og historiske. Her synes han at have besiddet en stor evne til at kombinere, et sundt blik og et fint udviklet øre for sprogejendommeligheder. Hans afgjorte mangel på praktisk sans skadede hans naturhistoriske studeringer, og når B.S. Ingemann i et brev til fru Rosenørn (1841) berører, at elementarskoleundervisningen "dræbte" Bredsdorff, må det vist tilføjes, at heller ikke docentvirksomheden lå rigtigt for Bredsdorffs besynderlige, som noget "leddeløse" betegnede og stærkt sensible natur. En anden af hans kolleger, Nikolai Fogtmann, udtaler formeningen om, at hans rette plads ville have været som inspektør ved et museum, men man må tvivle om, at en sådan praktisk virksomhed passede for hans evner.
Om hans retsind og hæderlighed var derimod alle enige, og man beklagede den elskværdige lærdes forholdsvis tidlige bortgang. Efter længere tids svagelighed døde han i 1841, efterladende sig enke (død 1859) og 3 døtre, af hvilke den ældste blev gift med botanikeren, professor Johan Lange.
Han blev begravet på Sorø Gamle Kirkegård.